# Sant Quintí dels Banys d'Arles (església antiga)
Sant Quintí d'Arles fou l'antiga església parroquial del poble dels Banys d'Arles, del terme comunal dels Banys d'Arles i Palaldà, a la comarca del Vallespir (Catalunya del Nord). En l'actualitat hi ha una capella moderna amb la mateixa advocació en el recinte de les antigues termes, a prop d'on hi havia hagut la que s'enderrocà el 1932.
Estava situada a les antigues Termes Romanes.
Es tractava d'una església preromànica de planta basilical, de tres naus desiguals. La nau principal era capçada a llevant per un arc de ferradura. Les tres naus eren cobertes amb volta de canó, la central dividida en trams per arcs torals. Una teulada a dos vessants cobria l'edifici.
L'actual, és una església contemporània, del segle xx, que pren l'advocació de la primitiva.